# Стейсі Оґмон
Стейсі Оґмон (англ. Stacey Augmon, 1 серпня 1968) — американський баскетболіст.
Бронзовий призер Олімпійських Ігор 1988 року.
Переможець літньої Універсіади 1989 року.
Срібний призер Юнацького чемпіонату світу (U-19) 1987 року.